# Miami Open 2001
Il Miami Open 2002 (conosciuto anche come Ericsson Open per motivi di sponsorizzazione) è stato un torneo di tennis giocato sulla cemento. 
È stata la 17ª edizione del Miami Open, che faceva parte della categoria ATP Masters Series nell'ambito dell'ATP Tour 2001,
e della Tier I nell'ambito del WTA Tour 2001. 
Sia il torneo maschile che quello femminile si sono giocati al Tennis Center at Crandon Park di Key Biscayne in Florida, 
dal 19 marzo al 2 aprile 2001.

## Campioni

### Singolare maschile
Andre Agassi ha battuto in finale  Jan-Michael Gambill con il punteggio di 7–6(4), 6–1, 6–0

### Singolare femminile
Venus Williams ha battuto in finale  Jennifer Capriati con il punteggio di 4–6, 6–1, 7–6(4)

### Doppio maschile
Jiří Novák /  David Rikl hanno battuto in finale  Jonas Björkman /  Todd Woodbridge con il punteggio di 7–5, 7–6(3)

### Doppio femminile
Arantxa Sánchez Vicario /  Nathalie Tauziat hanno battuto in finale  Lisa Raymond /  Rennae Stubbs con il punteggio di 6–0, 6–4